# Sindicato Unificado de Policía
El Sindicato Unificado de Policía (SUP) es una organización sindical española que afilia a agentes del Cuerpo Nacional de Policía, en todas sus escalas y categorías.
En sus estatutos se definen como un sindicato libre, progresista, unitario, pluralista, democrático e independiente de la Administración, partidos políticos, centrales sindicales, o cualquier grupo de presión. A mediados de 2007 afiliaba a unos 29.000 policías (25 000 de la escala Básica, más de 2.100 de la de Subinspección, 1.500 de la escala Ejecutiva, 80 de la escala Superior, 43 Facultativos y 91 Técnicos).

## Historia
El SUP fue creado en la noche del 28 de febrero de 1978, cuando 5 policías de la plantilla de Sevilla, cansados del régimen militar que gobernaba los destinos de la policía estatal, decidieron crear una organización a través de la cual canalizar las reivindicaciones de los trabajadores públicos. Los cinco suscribieron un documento con dos únicos puntos; la desmilitarización de la Policía Armada y democratización de la misma, y el segundo que abordaba la denominación de dicha organización, su anagrama y logotipo. Desde ese momento hasta su legalización e inscripción en el registro de asociaciones el 21 de noviembre de 1984, trabajó en la clandestinidad afiliando funcionarios y creando las bases para constituirse en un sindicato moderno, democrático e independiente.
Tras su legalización, celebró su primer congreso en Sevilla, entre los días 21 al 24 de enero de 1985 (en el Hotel "Los Lebreros" y bajo el título Por una policía eficaz... para tu seguridad) en el que salió su primer Comité Ejecutivo, dirigido por José López González. 
La Secretaría General actual, febrero de 2019, es Mónica Gracia Sánchez, elegida en el XI Congreso Nacional del SUP (2017) con el 95% de los votos y relevando al histórico José Manuel Sánchez Fornet.
Perteneció a la UISP (Unión Internacional de Sindicatos de Policía), y fue socio de la EUROCOP (entidad nacida de la reconversión de la UISP, a partir de octubre de 2002). 
En las elecciones al Consejo de Policía celebradas en junio de 2015, el SUP afianzó su liderazgo, consiguiendo 7 consejeros de los 16 posibles, por delante de CEP (4 consejeros), UFP (2 consejeros), SPP (2 consejeros) y ASP (1 consejero), siendo entre los sindicatos representativos el mayoritario en el Cuerpo Nacional de Policía.
En marzo de 2018, firmó junto a los sindicatos representativos CEP, UFP, SPP y las asociaciones representativas de la Guardia Civil, un acuerdo de equiparación salarial con las policías autonómicas con el entonces ministro de Interior Juan Ignacio Zoido.

## Actualidad
Mónica Gracia es reelegida secretaria general en el XII Congreso del SUP en Toledo, con un 85% de apoyos, siendo en la actualidad el Portavoz Carlos Morales.
En la actualidad reclaman la reclasificación al ‘Grupo B’ de la Función Pública de la Escala Básica (categorías de Policía y Oficial de Policía), incluida hoy en el Grupo C1 (título de bachiller o técnico), lo que supondría una significativa repercusión en la cuantía de los haberes reguladores para la jubilación de los compañeros de ambas categorías.